# Articolazione radio-ulnare
L'articolazione radio-ulnare è l'articolazione dell'arto superiore, situata nell'avambraccio, che collega ulna e radio. I movimenti che possono essere esercitati su di essa sono la pronazione e la supinazione dell'avambraccio.
Ulna e radio si connettono mediante due articolazioni mobili, l'articolazione radio-ulnare prossimale e l'articolazione radio-ulnare distale, ed una semimobile, la membrana interossea.

## Articolazione radio-ulnare prossimale

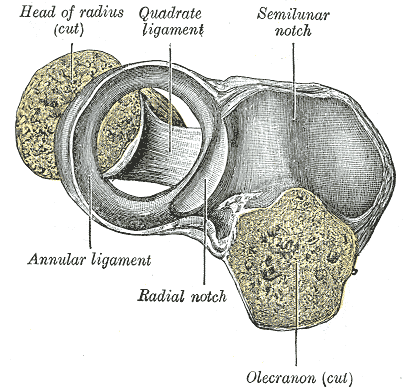
Vista superiore dell'articolazione radio-ulnare prossimale

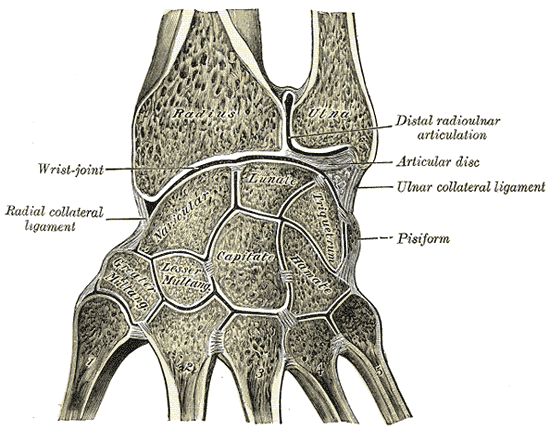
Sezione frontale dell'articolazione del polso che mette in evidenza la cavità articolare dell'articolazione radioulnare distale.

È un ginglimo laterale fra la circonferenza articolare del capitello del radio e l'incisura radiale dell'ulna che permette la pronosupinazione dell'avambraccio. L'articolazione prende particolari rapporti con l'estremità distale dell'omero ed è compresa nell'articolazione del gomito.

## Articolazione radio-ulnare distale
È anch'essa un ginglimo laterale tra la faccetta articolare radiale del capitello dell'ulna e l'incisura ulnare del radio e permette la pronosupinazione dell'avambraccio e della mano. La capsula articolare, superiormente, origina dal margine della cartilagine articolare dalla faccetta articolare radiale dell'ulna per inserirsi al margine superiore dell'incisura ulnare del radio. Inferiormente invece la cavità articolare è chiusa da un disco articolare di forma trigolare, detto legamento triangolare, che separa la testa dell'ulna dal carpo della mano. Il legamento triangolare presenta due facce, un apice, una base e due margini. La faccia prossimale o ulnare, in rapporto con il capitello dell'ulna, chiude distalmente la cavità articolare dell'articolazione ulno-radiale distale. La faccia distale o carpale, in rapporto con l'osso piramidale, guarda la cavità articolare radio-carpale. L'apice, rivolto medialmente, si inserisce sul processo stiloideo del capitello dell'ulna. La base, rivolta lateralmente, si inserisce al margine inferiore dell'incisura ulnare del radio e al margine mediale della cartilagine articolare carpale del radio. Il margine anteriore e quello posteriore si inseriscono rispettivamente lungo il margine anteriore e posteriore della cartilagine articolare della testa dell'ulna.
Due legamenti intrinseci rafforzano l'articolazione:
- Legamento radio-ulnare anteriore: origina dal margine anteriore dell'incisura ulnare del radio e si inserisce al margine anteriore della faccetta articolare radiale dell'ulna.
- Legamento radio-ulnare posteriore: origina dal margine posteriore dell'incisura ulnare del radio e si inserisce al margine posteriore della faccetta articolare radiale dell'ulna.

## Membrana Interossea
Si tratta di una lamina fibrosa che si tende tra la cresta interossea dell'ulna e la cresta interossea del radio. La membrana, discontinua alle estremità distale e prossimale, è costituita da fasci fibrosi obliqui che dal radio si dirigono in senso distale verso l'ulna. Fa eccezione un fascetto fibroso nella porzione prossimale della membrana, detto corda obliqua, che dalla base del processo coronoideo dell'ulna si porta obliquo in senso distale al margine inferiore della tuberosità bicipitale. La membrana può presentarsi perforata in più punti da piccole formazioni artero-venose o da nervi.

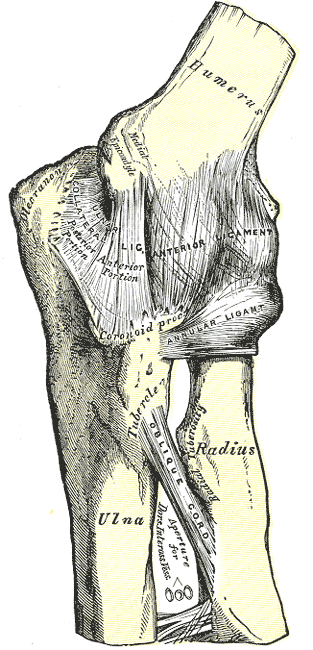
Vista anteriore del gomito nella quale è compresa l'articolazione radio-ulnare prossimale.
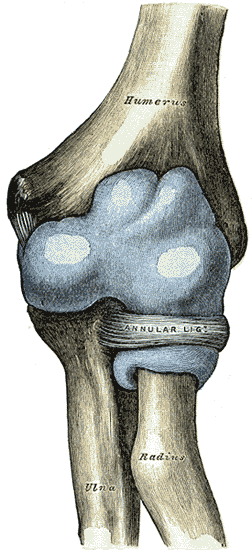
Vista anteriore dell'articolazione del gomito priva della capsula articolare.
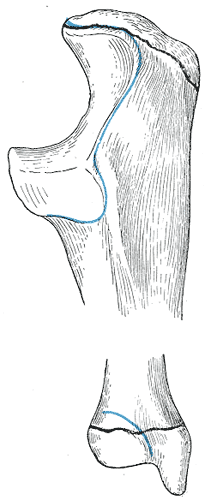
Estremità articolari dell'ulna.
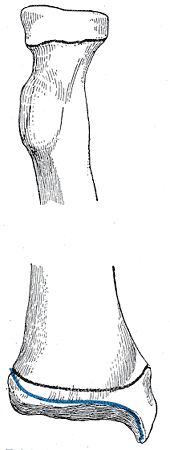
Estremità articolari del radio.
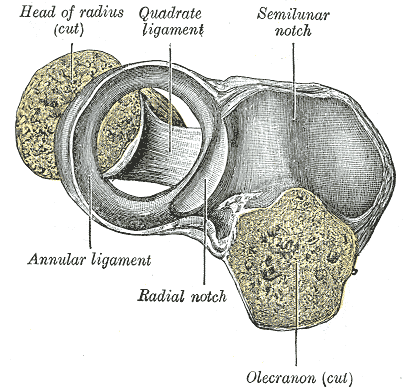
Vista superiore dell'articolazione radio-ulnare prossimale.
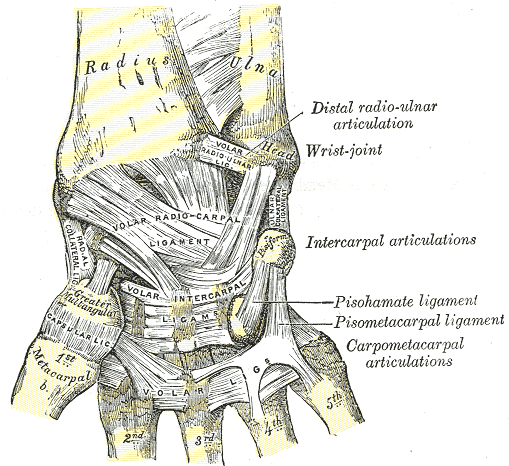
Articolazione radio-ulnare distale e porzione più distale della membrana interossea.
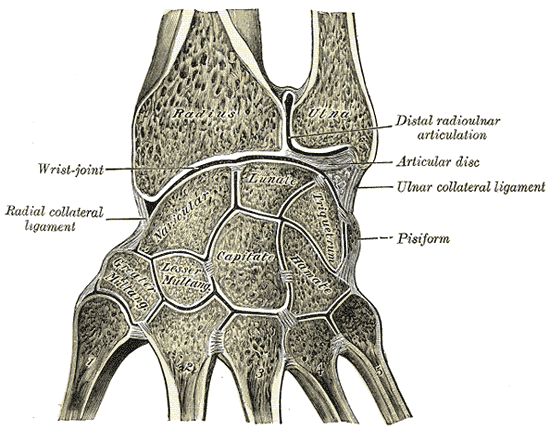
Sezione frontale dell'articolazione del polso.
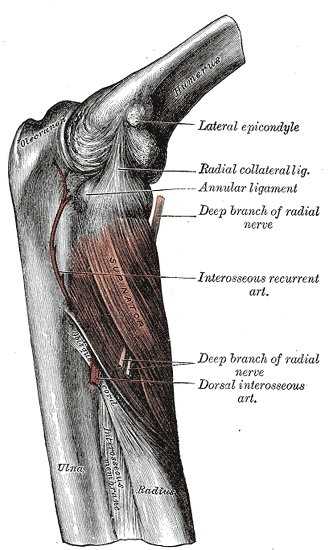
Muscolo supinatore dell'avambraccio e membrana interossea.